# Svelvik
Svelvik és un antic municipi situat al comtat de Vestfold, Noruega. Té 6.604 habitants (2016) i la seva superfície és de 57,72 km². El centre administratiu del municipi és el poble homònim.